# Samuel Zyman
Samuel Zyman (Ciudad de México, 1956) es un compositor mexicano de música clásica.  Estudió piano y dirección de orquesta en el Conservatorio Nacional de Música y Composición de su país, donde fue discípulo de Humberto Hernández Medrano.  Más tarde amplió conocimientos en la Juilliard School de Nueva York con Stanley Wolfe.  En 2014 le fue concedida la Medalla al Mérito en las Artes en reconocimiento a su labor como compositor. Entre sus obras principales  se encuentran dos sinfonías, ciclos de canciones, cinco conciertos, obras orquestales, música de cámara y una sonata para guitarra.  

## Biografía
Nació en 1956 en la Ciudad de México, realizó estudios de medicina en la Universidad Nacional Autónoma de México, compaginando esta actividad con su formación como pianista y compositor en el Conservatorio Nacional de Música de la Ciudad de México. Tras licenciarse en medicina, decidió dedicarse por entero a la música, trasladándose a Nueva York para ampliar conocimientos en la prestigiosa Julliard School.

## Selección de obras
- Soliloquio para orquesta sinfónica (1982). Fue estrenada en 1984 en la sala Netzahualcóyotl de la Ciudad de México.
- Concierto para piano y orquesta, dedicado a Mirian Conti
- Suite para dos cellos.
- Sefarad. Concierto para guitarra y orquesta. Estrenado en el Teatro de la Maestranza de Sevilla en septiembre de 2018. Interpretado por el guitarrista José María Gallardo del Rey y la Real Orquesta Sinfónica de Sevilla. Esta obra está inspirada en la suite para guitarra con igual título obra de Sergio Bross.
- Concierto para violonchelo y orquesta dedicado a Carlos Prieto Jacqué
- Sinfonía número 1.
- Concierto para flauta y orquesta.
- Fantasía mexicana para dos flautas y orquesta.
- Search. Trío número 3 para violín, chelo y piano.
- Sonata para flauta y piano.
- Canto a la Música. Concierto para dos violonchelos, orquesta y coro. Estrenado en la Sala Nezahuacoyolt de la Ciudad de México en enero de 2016. Interpretado por los cellistas Yo Yo Ma y Carlos Prieto Jacqué y la Orquesta Sinfónica y Coro Esperanza Azteca Nacional.

## Discografía
- Samuel Zyman 3 conciertos, por la Orquesta de las Américas, bajo la dirección de Benjamín Juárez Echenique. Marisa Canales (flauta), Mercedes Gómez (arpa).[5]